# Cruzeta
Cruzeta é um município brasileiro no interior do estado do Rio Grande do Norte. Localizado a 225 km da capital estadual, Natal, Cruzeta se encontra na região do Seridó. De acordo com a estimativa do IBGE (Instituto Brasileiro de Geografia e Estatística) a população em 2024 foi de 8 238 habitantes. Área territorial de 295,830 km². A principal via de ligação à cidade é a rodovia estadual RN-288, que liga a Natal à cidade polo do Seridó potiguar, Caicó.

## Geografia
De acordo com a atual divisão do Instituto Brasileiro de Geografia e Estatística (IBGE), vigente desde 2017, Florânia pertence às regiões geográficas intermediária e imediata de Caicó. Até então, com a vigência das divisões em microrregiões e mesorregiões, fazia parte da microrregião da Serra de Santana, que por sua vez estava incluída na mesorregião Central Potiguar. Com uma área territorial 295,83 km², Cruzeta ocupa 0,5602% da superfície estadual e tem como limites Florânia a norte, São José do Seridó a sul, Acari a leste e Caicó a oeste. Está a 231 km de Natal, capital estadual, e a 2 228 km de Brasília, capital federal.
O solo de Cruzeta é bem drenado, apresentando textura média, formada tanto por areia quanto por argila. Apesar de de possuir fertilidade entre média a alta, é bastante pedregoso e pouco profundo, caracterizando o solo bruno não cálcico, chamado de luvissolo na nova classificação brasileira de solos. Por ser pouco desenvolvido, é coberto pela Caatinga, uma vegetação de pequeno porte adaptada às condições de aridez. Espécies comuns da flora local são o facheiro, a jurema-preta, a macambira, o mandacaru e o xique-xique.
Todo o território cruzetense está inserido nos domínios da bacia hidrográfica do Rio Piranhas–Açu. Dentre os reservatórios, o maior é o Açude Cruzeta, com capacidade para armazenar 23 545 745,33 m³. Situado no curso do riacho São José, sua construção foi realizada pelo Departamento Nacional de Obras Contra as Secas (DNOCS), na época Inspetoria Federal de Obras contra as Secas (IFOCS), e durou nove anos, iniciando-se em 1920 e estendendo-se até 1929, passando por uma ampliação em 1984. Sua bacia hidrográfica mede 1 010 km² e compreende partes dos territórios dos municípios de Acari, Cruzeta, Currais Novos, Florânia e São Vicente. Pelo município também passam os rios Quimproró e Salgado e os riachos Jardim e Perninha.
O clima de Cruzeta é semiárido Bsh, com chuvas concentradas em poucos meses e temperaturas elevadas durante todo o ano. Segundo dados do Instituto Nacional de Meteorologia (INMET), referentes ao período de 1962 a 1970, 1973 a 1990 e 1993 a 2021, a temperatura mínima recorde registrada em Cruzeta foi de 13,2 °C em 20 de junho de 1975 e a maior atingiu 39,1 °C em 10 de março de 2010, seguido por 39 °C em 3 de dezembro de 2019. O maior acumulado de chuva em 24 horas chegou a 142,8 mm em 7 de abril de 1985. Outros acumulados iguais ou superiores a 100 mm foram: 136,5 mm em 21 de abril de 2011, 120,6 mm em 28 de março de 1976, 110,9 mm em 12 de fevereiro de 2017, 108,9 mm em 5 de março de 2002, 107,8 mm em 7 de fevereiro de 1964, 103 mm em 10 de janeiro de 1999 e 102 mm em 28 de fevereiro de 1963.
| Dados climatológicos para Cruzeta | Dados climatológicos para Cruzeta | Dados climatológicos para Cruzeta | Dados climatológicos para Cruzeta | Dados climatológicos para Cruzeta | Dados climatológicos para Cruzeta | Dados climatológicos para Cruzeta | Dados climatológicos para Cruzeta | Dados climatológicos para Cruzeta | Dados climatológicos para Cruzeta | Dados climatológicos para Cruzeta | Dados climatológicos para Cruzeta | Dados climatológicos para Cruzeta | Dados climatológicos para Cruzeta |
| Mês | Jan                               | Fev                               | Mar                               | Abr                               | Mai                               | Jun                               | Jul                               | Ago                               | Set                               | Out                               | Nov                               | Dez                               | Ano                               |
| --- | --------------------------------- | --------------------------------- | --------------------------------- | --------------------------------- | --------------------------------- | --------------------------------- | --------------------------------- | --------------------------------- | --------------------------------- | --------------------------------- | --------------------------------- | --------------------------------- | --------------------------------- |
| Temperatura máxima recorde (°C) | 38,5                              | 38,8                              | 39,1                              | 38,4                              | 37,6                              | 36,2                              | 36,9                              | 37,2                              | 38,1                              | 38,8                              | 38,7                              | 39                                | 39,1                              |
| Temperatura máxima média (°C) | 34,9                              | 34,6                              | 34                                | 33                                | 32,8                              | 31,7                              | 31,9                              | 33                                | 34,4                              | 35,6                              | 36                                | 35,8                              | 34                                |
| Temperatura média compensada (°C) | 28,4                              | 28,2                              | 27,8                              | 27,3                              | 27                                | 26,1                              | 25,9                              | 26,4                              | 27,3                              | 28,2                              | 28,7                              | 28,8                              | 27,5                              |
| Temperatura mínima média (°C) | 23,6                              | 23,4                              | 23,3                              | 23,1                              | 22,5                              | 21,6                              | 21,1                              | 21,2                              | 21,9                              | 23                                | 23,4                              | 23,7                              | 22,7                              |
| Temperatura mínima recorde (°C) | 19,2                              | 18,7                              | 18,4                              | 18,6                              | 17,8                              | 13,2                              | 15,2                              | 14,3                              | 17,2                              | 17,8                              | 19,6                              | 19,4                              | 13,2                              |
| Precipitação (mm) | 86,1                              | 90,1                              | 146,3                             | 136                               | 76,3                              | 38,7                              | 17,1                              | 9,7                               | 2,7                               | 4,2                               | 2,5                               | 26,1                              | 635,8                             |
| Umidade relativa compensada (%) | 60,8                              | 63,9                              | 65,9                              | 70,2                              | 67,3                              | 64,7                              | 60                                | 55                                | 51,3                              | 50,3                              | 49,8                              | 52,2                              | 59,3                              |
| Fonte: INMET (normal climatológica de 1991-2020; recordes de temperatura: 01/06/1962 a 31/12/1970, 01/01/1973 a 31/12/1990 e 01/11/1993 a 31/07/2021) |                                   |                                   |                                   |                                   |                                   |                                   |                                   |                                   |                                   |                                   |                                   |                                   |                                   |